# 栃錦清隆

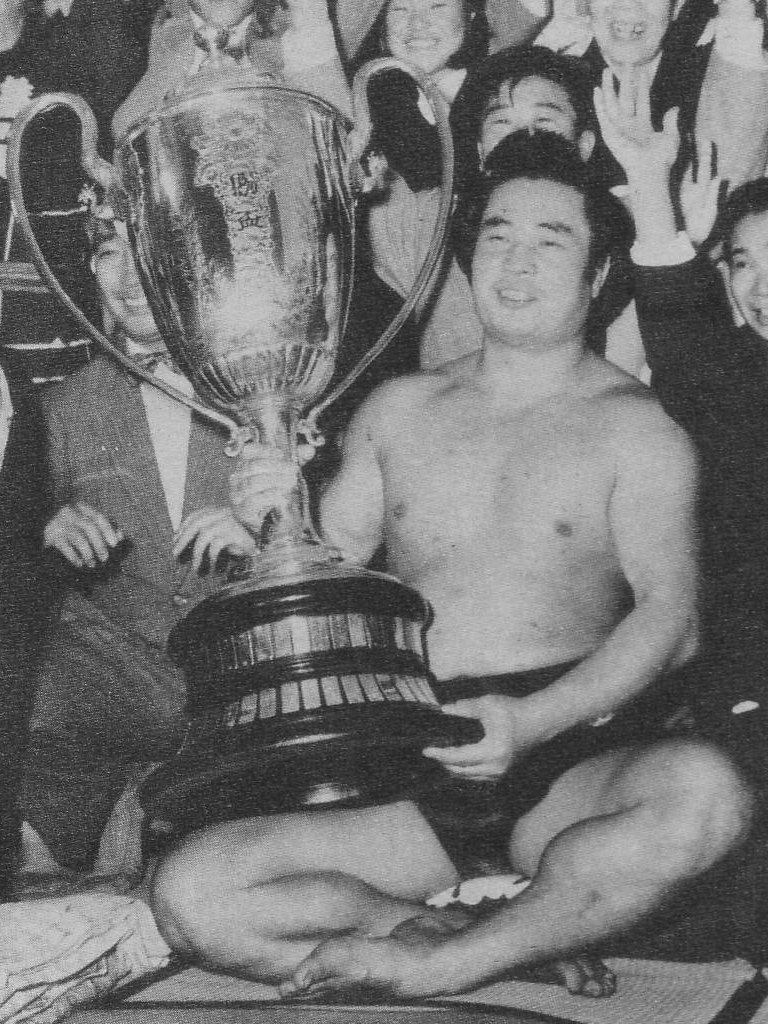
1954年攝

栃錦清隆（日语：／ Tochinishiki Kiyotaka */?，1925年2月20日—1990年1月10日），本名大塚清，是日本原職業相撲選手。他是這項運動的第44位橫綱。生涯獲得了十次最高級別的優勝（冠軍）,與一生的好敵手初代若乃花的激烈競爭，是相撲迷一直津津樂道的話題。二者也於50年代締造了“栃若時代”.他於1959年成為春日野部屋的親方（師傅），並於1974年至1988年擔任日本相撲協會理事長.

## 早期生涯
原名大塚清，後因成為親方的養子而改名中田清。作為少數幾個來自城市而非鄉村的橫綱之一，他出生在現在的東京都江戶川南小岩。他在小學時就是一名優秀的全能運動員，雖然他與相撲沒有深刻淵源，但因其優秀的運動素質，他被商家老闆介紹給了前橫綱栃木山春日野親方。他於1939年1月首次亮相職業生涯。由於他的體型太瘦小，以至於他不得不喝大量的水來滿足體檢時的體重要求，親方(師傅)也對其寄予厚望，施與嚴格的英才教育。1944年5月，他開始使用栃錦清隆作為四股名。

## 幕內至榮升橫綱
栃錦於1947年6月成為幕內級力士。他通過展示精湛的技術彌補了自己的體型不足。他一共獲得了九次技能特別獎，甚至有人說這個獎是專門為他設立的。栃錦被相撲迷們稱之為Mamushi（蝮蛇），因為他抓住對手腰帶時的堅韌，而有了此一外號。
1951年1月，他連續輸掉7場比賽，但在最後觸底反彈並連贏8場。在這次倒吃甘蔗的好表現之後，栃錦開始迅速提升他在番付表的排名，在1952年9月獲得了他的第一個頂級聯賽冠軍，並晉升為大關。1954年10月，他在連續兩次獲得冠軍後，終於達成了晉升橫綱的資格。在1954年9月的相撲番付表中有四位橫綱:鏡里、千代之山、吉葉山和東富士，但東富士為了不妨礙栃錦的升遷，而宣布自現役退役。

## 栃若時代至退役
當栃錦升任橫綱時，他期望他的親方栃木山會稱許他。然而，他的親方卻告訴他，“從今天開始，你應該考慮退休的那一天，來度過你橫綱生活的每一天。”栃錦成為橫綱的首日比賽，就出師不利吃下敗戰，締造自昭和年間以來的不名譽紀錄。起初，他與較重的相撲選手對戰有些苦手，但他將體重增重到130公斤左右，成為一名能夠使用更正統方法進攻的相撲選手。從1959年3月到1960年3月，他贏得了95場比賽，只輸了10場。
栃錦與1958年1月達到最高排名的橫綱初代若乃花幹士在生涯中一直持續激烈的競爭。兩人的體型相似，在他們的職業生涯中也都贏得了10次頂級聯賽冠軍，栃錦在彼此的個人對戰中略佔上風（35場比賽取得19場勝利）。1959年7月，儘管生父在前一天遭逢車禍而不幸去世，但他在最後一天擊敗了若乃花，以15-0的完美戰績贏得了冠軍。1959年10月，由於他的親方突然逝世，栃錦繼任為春日野的親方，同時仍然是一名現役活躍的相撲選手（現不再允許這種做法）。在1960年3月錦標賽的千秋樂，相撲史上首次由兩位14勝0敗的橫綱爭奪冠軍，他在這次比賽中輸給了若乃花，在隔次的場所比賽序盤中，就遭逢二連敗，而決定自現役退休。

## 引退後的生涯
栃錦在退休後除了擔任春日野部屋的親方，還在1974年至1988年間擔任日本相撲協會理事長，這使他成為迄今為止任職時間最長的理事長。在他的努力奔走下，新的兩國國技館於1985年落成。由於患有糖尿病，他自願退下理事長一職，讓他的老對手初代若乃花繼任。在擔任協會理事長期間，於1985年栃錦舉行了他個人的還曆土俵入（慶祝橫綱60大壽的土俵入），以紀念他作為橫綱的歲月。他於1990年1月死於腦中風。他本應在下個月從相撲協會退休，屆時他將年滿65歲。